# Sergei Pyzhianov
Sergei Pyzhianov (Kem, 24 de outubro de 1960) é um atirador olímpico russo, medalhista olímpico.

## Carreira
Sergei Pyzhianov representou a Rússia nas Olimpíadas, de 1980, 1992 e 1996, conquistou a medalha de prata na Pistola de ar 10m, em 1992.